# 狐印
狐印（こいん）は、日本の挿絵作家。
ペンネームの由来は、当初のペンネームであった「マーク」と、子供の頃に喩えられていた動物の狐を合わせた、「フォックスマーク」を漢字に置き換えたもの。

## 略歴
イラストレーターとしてのデビュー作は『君の居た昨日、僕の見る明日』。
2001年（平成13年）からウェブ上で個人サイト「こんくり」を運営している。

## 作品一覧

### 挿絵
- 君の居た昨日、僕の見る明日（榊一郎、富士見ファンタジア文庫）
- マージナル・ブルー 空曜日の神様（水落晴美、電撃文庫）
- かのこん（西野かつみ、MF文庫J）
- はうはう（蕪木統文、GA文庫）
- 神曲奏界ポリフォニカ ぱれっと（GA文庫）
- みすてぃっく・あい（一柳凪、ガガガ文庫）
- メタルうぃっちシスターズ（ひびき遊、GA文庫）
- きぐたん 可愛くて凶悪な○○者（神野オキナ、HJ文庫）
- 這いよれ! ニャル子さん（逢空万太、GA文庫）
- クトゥルフ神話TRPGリプレイ るるいえシリーズ（内山靖二郎、エンターブレイン、ログインテーブルトークRPGシリーズ）
- スノウピー（山田有、富士見ファンタジア文庫）
- 日本子・チャチャチャ（日富美信吾、講談社ラノベ文庫）
- 隠れ魔王の覇道誓界（秋芳草太、富士見ファンタジア文庫）
- 稲妻姫の怪獣王（小川淳次郎、講談社ラノベ文庫）
- 天壌穿つ神魔の剣（高木幸一、GA文庫）
- できそこないの魔獣錬磨師（見波タクミ、富士見ファンタジア文庫）
- サ法使いの師匠ちゃん（春原煙、GA文庫）
- 異世界君主生活〜読書しているだけで国家繁栄〜（須崎正太郎、ダッシュエックス文庫）
- 痛いのは嫌なので防御力に極振りしたいと思います。（夕蜜柑、カドカワBOOKS）
- 借金少年の成り上がり 『万能通貨』スキルでどんなものでも楽々ゲット（猫丸、アース・スターノベル）
- どんなことでも褒めてくれて、過保護で溺愛してくる大魔法使い様（初美陽一、富士見ファンタジア文庫）

### 画集
- かのこん art works（かのこん画集、株式会社メディアファクトリー発行）
- 狐印イラストレーションズ（ソフトバンククリエイティブ株式会社発行、GA文庫イラストを中心に収録）
- 狐印イラストレーションズ2（ソフトバンククリエイティブ株式会社発行）

### その他
- アニメ まりあ†ほりっく（第5話のエンドカードイラスト）
- アニメ ダンス イン ザ ヴァンパイアバンド（第4話のエンドカードイラスト）